# Otočić Smokvica Mala (ö i Kroatien, lat 43,73, long 15,50)
Otočić Smokvica Mala är en ö i Kroatien.   Den ligger i länet Šibenik-Knins län, i den södra delen av landet, 230 km söder om huvudstaden Zagreb.